# Тиранець сірий
Тира́нець сірий (Myiopagis caniceps) — вид горобцеподібних птахів родини тиранових (Tyrannidae). Мешкає в Панамі і Південній Америці.

## Опис

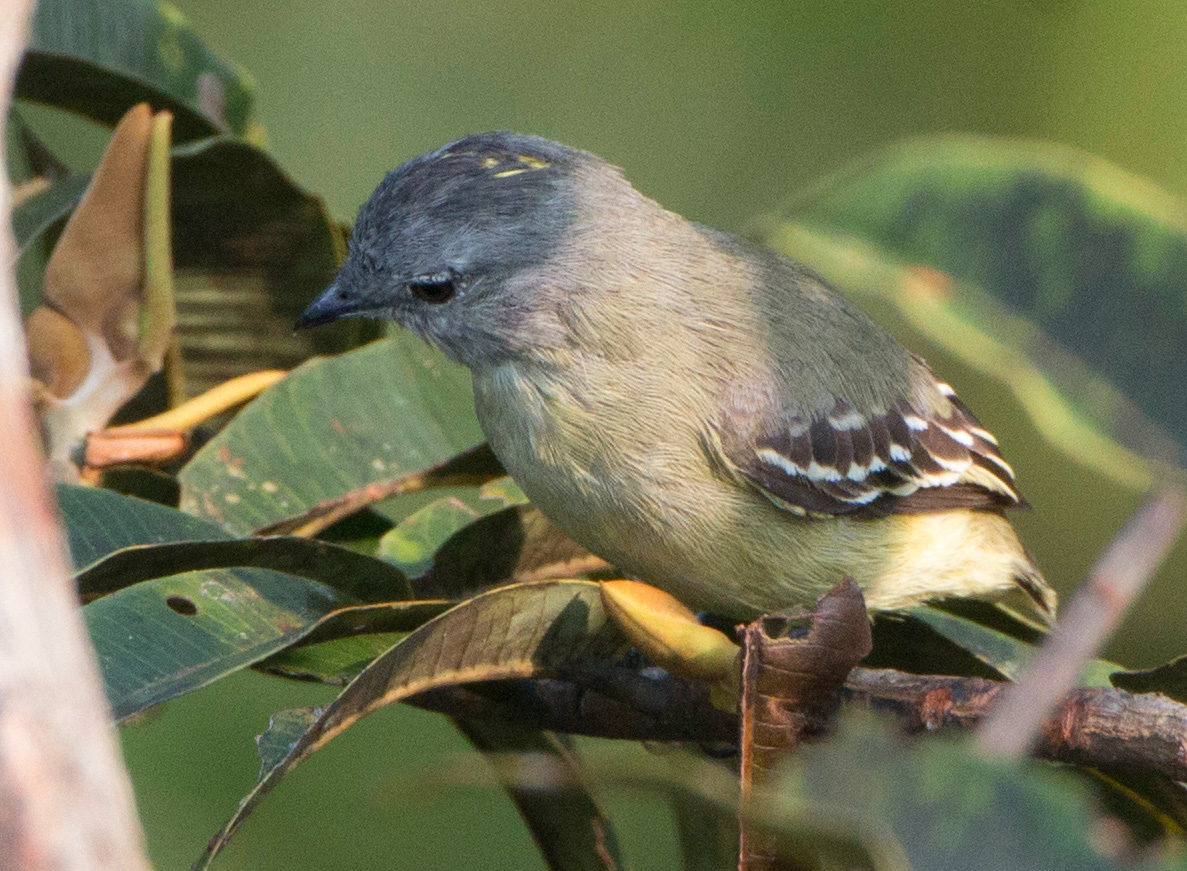
Сірий тиранець

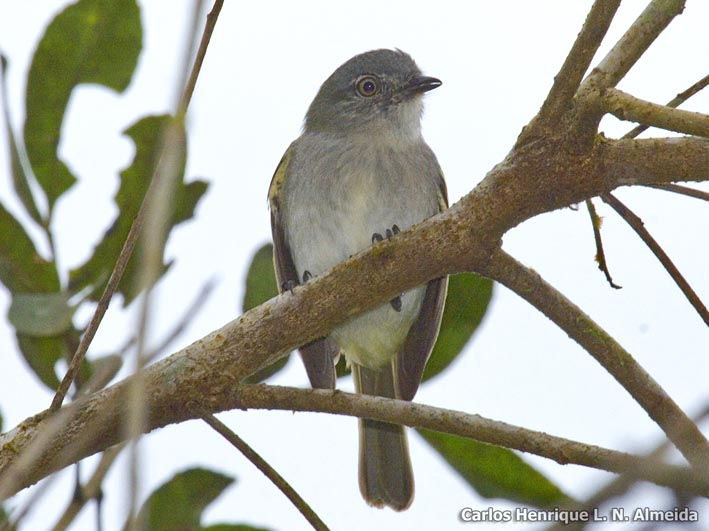
Сірий тиранець

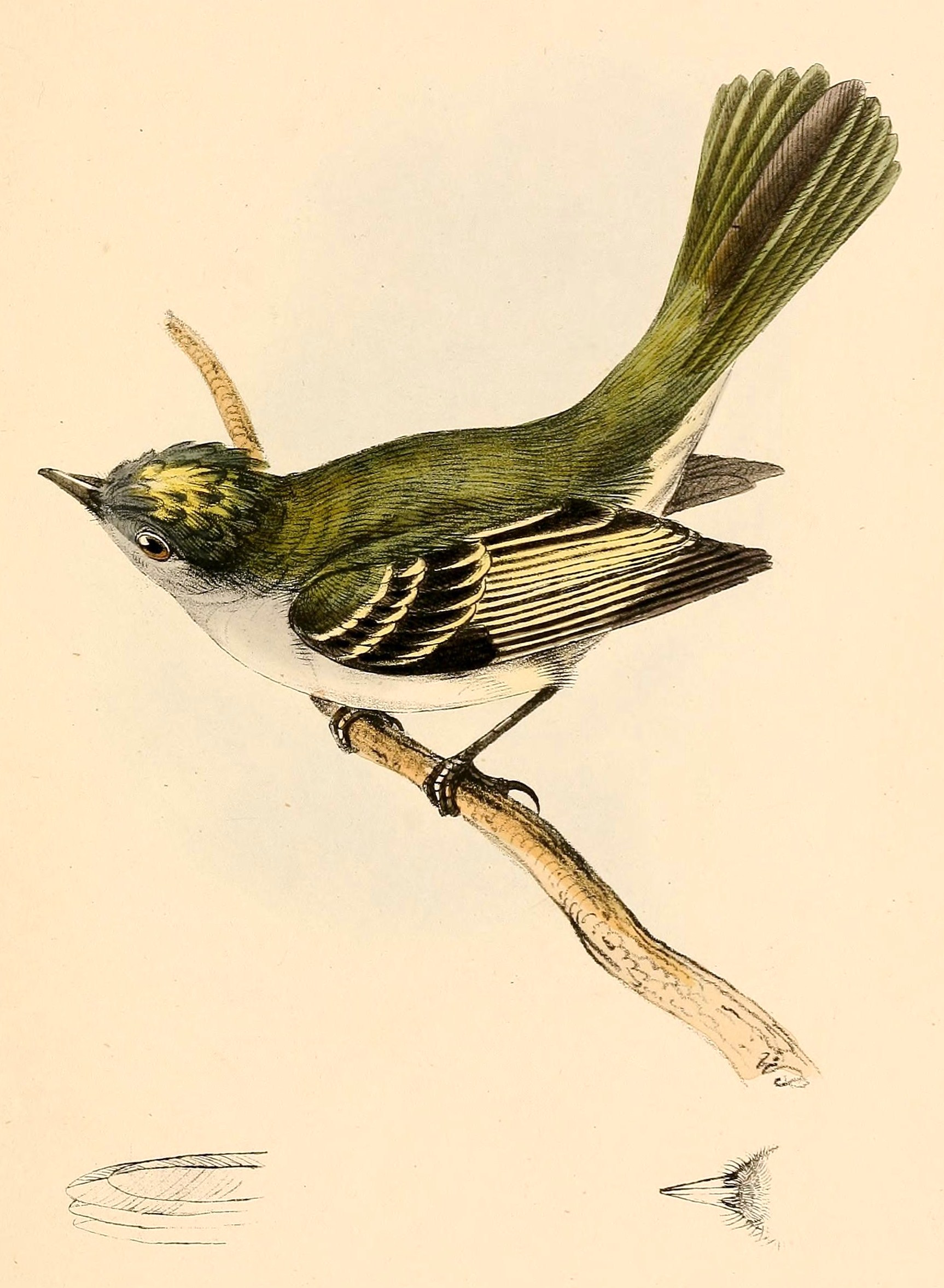
Сірий тиранець (малюнок 1841 року)

Довжина птаха становить 10-12 см. Виду притаманний статевий диморфізм. У самців верхня частина тіла сіра, на тімені біла смуга. Крила чорнуваті з білими смугами. Горло і груди світло-сірі, живіт сірувато-білий. У самиць верхня частина тіла оливкова, на тімені жовтувата смуга. Крила чорнуваті з жовтими смугами. Нижня частина тіла жовтувата, живіт більш яскравий. У молодих птахів на крилах і верхній частині тіла є коричневі плями.

## Підвиди
Виділяють чотири підвиди:
- M. c. absita (Wetmore, 1963) — центральна і східна Панама (Колон, Дар'єн);
- M. c. parambae (Hellmayr, 1904) — західна Колумбія і північно-західний Еквадор (на південь до Пічинчи);
- M. c. cinerea (Pelzeln, 1868) — східна Колумбія, південна Венесуела (Болівар, Амасонас), Гвіана, схід Еквадору і Перу, бразильська Амазонія і північна Болівія;
- M. c. caniceps (Swainson, 1835) — східна і південна Бразилія (від східного Мараньяну до Пернамбуку, на південь до Мату-Гросу і Ріу-Гранді-ду-Сул), Парагвай, південно-східна Болівія, північно-західна і північно-східна Аргентина.

Деякі дослідники виділяють підвиди M. c. absita і M. c. parambae у окремий вид Myiopagis parambae, а підвид M. c. cinerea — у окремий вид Myiopagis cinerea.

## Поширення і екологія
Сірі тиранці мешкають в Панамі, Колумбії, Венесуелі, Гаяні, Суринамі, Французькій Гвіані, Бразилії, Еквадорі, Перу,Болівії, Парагваї і Аргентині. Вони живуть у вологих рівнинних тропічних лісах, заболочених лісах і на узліссях. Уникають сухих тропічних лісів. Зустрічаються парами, на висоті до 1500 м над рівнем моря, переважно на висоті до 1200 м над рівнем моря. Часто приєднуються до змішаних зграй птахів.